# Lars Hjerpe
Lars Hjerpe var skarprättare i Göteborg från mars 1784, då han efterträdde sin far,  skarprättaren Carl Hjerpe, till sin död 1807.
- Den 30 juli 1788 avrättade han med yxa Maria Mathisdotter från Villshärad. Hon var dömd för mord och fördes till Kvibille att ”halshuggas och å båle brännas”[1].